# EELV
EELV(Evolved Expendable Launch Vehicle)는 1990년대에 시작된 미국 국방부의 우주로켓 개발 사업이다.
이 사업의 목적은 군용 겸 민간용의, 효율적인, 장기간의 수요에 대응하는, 지구궤도 인공위성 발사용 소모성 우주 발사체를 개발하는 것이다.
록히드 마틴의 아틀라스 V와 보잉의 델타 IV가 개발되었다. 2005년에 최초 발사되기 시작했으며, 기존의 타이탄 IV 미국 공군 우주로켓을 대체하였다. 반덴버그 공군 기지와 케이프커내버럴 공군 기지에서 발사된다.

## 역사
미국 공군은 1994년에 EELV 프로그램을 시작했다. 그 목적은 델타 II, 아틀라스 II, 타이탄 IV를 포함한 기존 발사체를 대체하는 것이다. EELV는 표준화된 페어링, 액체 코어 차량, 상단 단계 및 고체 로켓 부스터를 기반으로 하여 비용을 절감하는 프로그램이다. 표준 탑재체 인터페이스 버스도 비용을 절감하고 효율성을 개선하는 방법으로 제안되었다.
1994년에 Evolved Expendable Launch Vehicle (EELV) 발사 시스템 프로그램으로 시작된 이 프로그램의 초기 목표는 정부의 우주 발사체를 더 저렴하고 안정적으로 만드는 것이었다.
보잉 델타 IV, 록히드 마틴 아틀라스 V EELV 제품군의 개발로 이어졌다. 이들은 미국 군사 위성의 주요 발사체로 남았고, 나중에 SpaceX가 개발한 팰컨 9가 합류했다.
2019년 3월 1일, 프로그램 이름이 EELV에서 National Security Space Launch (NSSL)로 변경되어 성장하는 상업용 발사 시장과 재사용 가능한 발사체의 잠재력을 포함한 발사 계약의 변화하는 본질을 더 잘 반영했다.
NSSL 프로그램은 국가의 가장 가치 있는 군사 위성을 발사한다. Space Test Program과 같은 낮은 가치의 탑재물을 발사하는 계약은 다른 발사체를 사용한다.

## 같이 보기
- 델타 IV
- 아틀라스 V
- 뉴 글렌